# Rutar Group

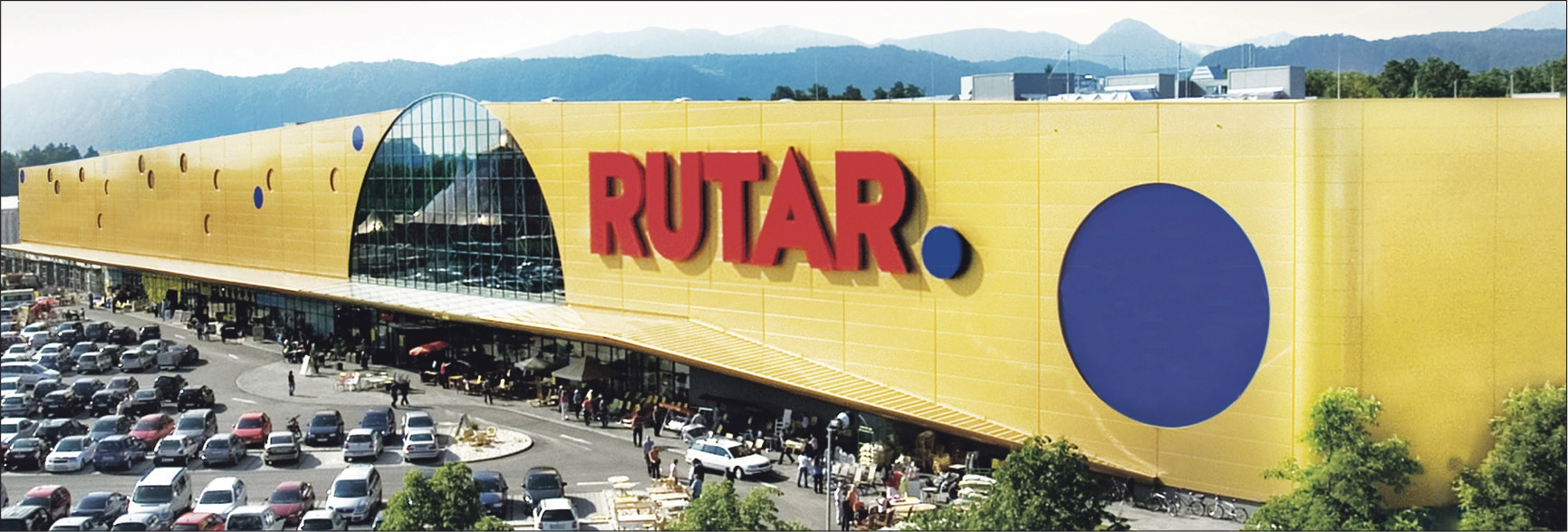
Möbelhaus Rutar Klagenfurt

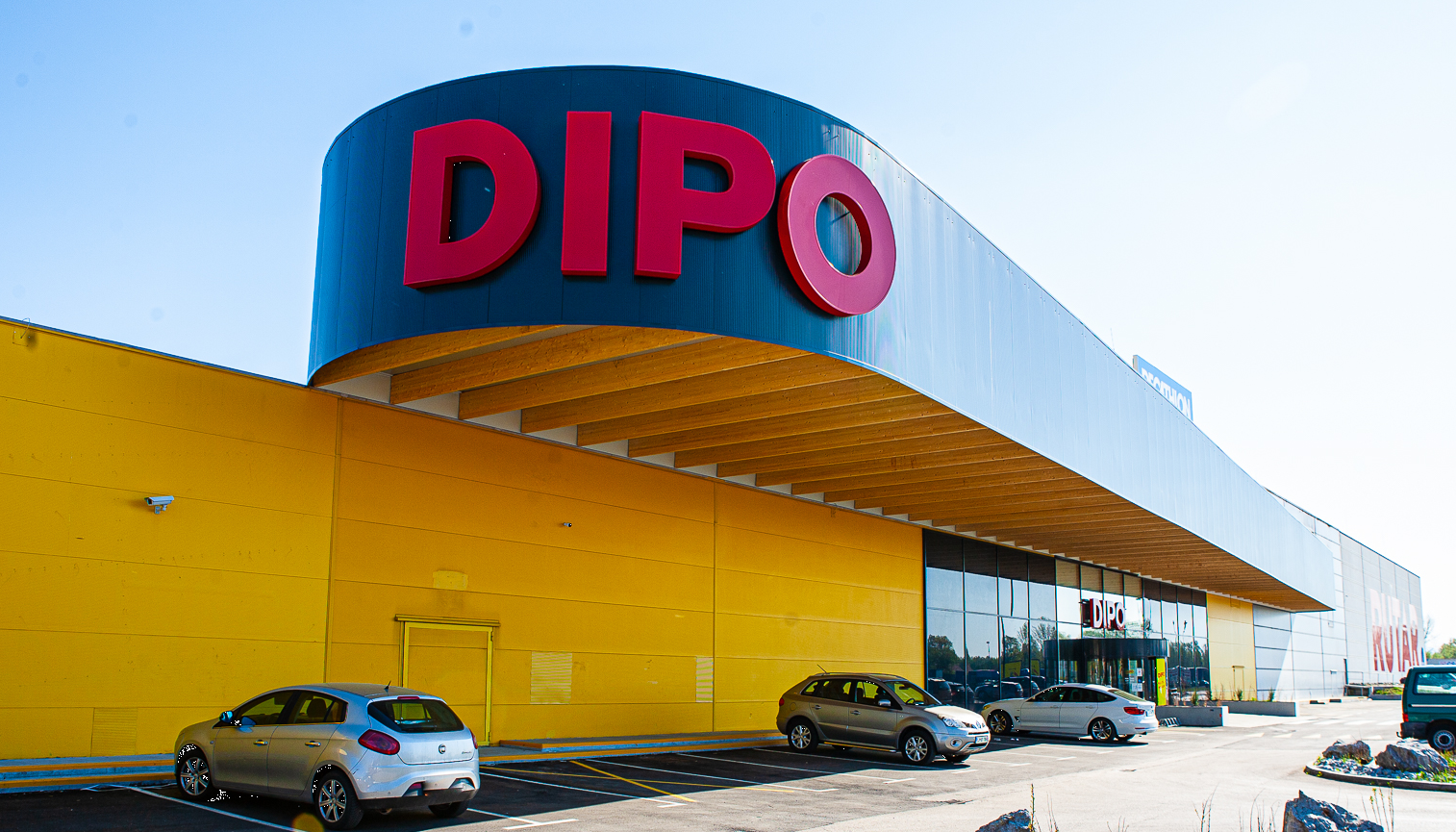
Möbelhaus Dipo Ljubljana

Die Rutar Group (Eigenschreibweise RUTAR Group) ist ein Unternehmen im mittel- und osteuropäischen Möbelhandel. Die Unternehmensgruppe hat ihren Hauptsitz im österreichischen Eberndorf und ist seit ihrer Gründung in Familienbesitz. Rutar betreibt zurzeit 17 Möbelhäuser, verteilt auf zwei Vertriebsschienen, Rutar und Dipo.

## Geschichte
Die Geschichte der Rutar Group beginnt im Jahr 1961 mit der Gründung eines Geschäftes in Eberndorf. Im Jahr 1985 erfolgte die Errichtung des Zentrallagers Eberndorf, Erweiterung Rutar Eberndorf. Zwei Jahre später fand die Übernahme der Firma AVE Möbel in Villach statt. Im Jahr 1991 folgte die Übernahme der Firma Schöffmann in St. Veit und Erweiterung. Im Jahr 1998 begann die Expansionsstrategie Rutar in Slowenien. Drei Jahre später fand die Eröffnung Rutar Ljubljana statt und 2003 folgte die Eröffnung Rutar Maribor. Im selben Jahr startete die Vertriebsschiene DIPO mit der Eröffnung DIPO Maribor und Kranj. Zwei Jahre später kam es zur Erweiterung Rutar Ljubljana und des Zentrallager Ljubljana sowie der Eröffnung DIPO Ljubljana. Im Jahr 2008 folgte die Eröffnung Rutar Klagenfurt und DIPO Celje. 2010 fand die Eröffnung DIPO Murska Sobota, im Jahr 2011 von DIPO Dravograd und im Jahr 2012 von DIPO Koper statt. 2016 wurde das erste Haus in Italien, DIPO Udine in Tavagnacco, eröffnet. Ein Jahr später folgten zwei weitere: Dipo San Fior in Conegliano und Dipo Zoppola in Pordenone. 2018 wurde das achte Dipo Haus in Slowenien eröffnet: Dipo Nova Gorica.
Der Umsatz der Rutar Group betrug nach Eigenaussagen 2017 und 2020 rund 100 Mio. Euro.

## Expansion
Rutar startete 1998 die Expansion in Slowenien und eröffnete 2001 die erste Filiale in Ljubljana. Im Jahr 2003 folgte die Eröffnung von Rutar in Maribor und der Start der neuen Dipo Linie, mit der das Unternehmen in darauffolgenden Jahren die Expansion weiterführte. 2016 wurde der nächste Expansionsschritt mit der Eröffnung des ersten Dipo Hauses in Italien gemacht. Zwischen 2019 und 2022 wurden mehrere Möbelhäuser renoviert und umgebaut. und im Jahr 2022 das Möbelhaus in Villach renoviert.

## Einkaufsverband VME
Die Rutar Group ist Gesellschafter von eines der größten Möbeleinkaufsverbände Europas, dem Einrichtungspartnerring VME. Dessen 200 Mitglieder mit insgesamt über 400 Möbelhäusern erwirtschaften gemeinsam über drei Milliarden Euro jährlich. Durch den gemeinsamen Einkauf großer Mengen innerhalb dieses Einkaufsverbandes kommt die Rutar Group in den Genuss stattlicher Preisvorteile, welche an die Endkunden weitergegeben werden. Außerdem nutzt die Gruppe Synergien in den Bereichen Produktmanagement und Werbung und setzt auf permanenten Erfahrungsaustausch.